# Brzostówko
Brzostówko – wieś w Polsce, położona w województwie dolnośląskim, w powiecie milickim, w gminie Krośnice.
Do 2024 r. miejscowość była przysiółkiem wsi Brzostowo. W latach 1975–1998 przysiółek należał administracyjnie do województwa wrocławskiego.